# Taron Egerton
Taron David Egerton, més conegut com Taron Egerton, (Birkenhead, 10 de novembre de 1989) és un actor britànic. És conegut pels seus papers a la sèrie de televisió britànica The Smoke, la pel·lícula Kingsman: El Servei Secret (2014) i la seva seqüela, Kingsman: El Cercle Daurat, així com Legend, Eddie the Eagle i Robin Hood. També li va posar veu al personatge Johnny a la pel·lícula musical animada Canta (2016) i va interpretar al cantautor Elton John a la pel·lícula biogràfica Rocketman (2019), paper pel qual va guanyar el Premi Globus d'Or al millor actor de pel·lícula comèdia o musical el 2020.

## Primers anys
Egerton va néixer el 10 de novembre de 1989 a Merseyside, Anglaterra, de pares de Liverpool. El seu pare tenia un hostal i la seva mare treballava en serveis socials. Una de les seves àvies era gal·lesa. L'actor va ser criat a Merseyside i al voltant de la Península de Wirral, a Anglaterra, però la seva família es va traslladar a l'illa d'Anglesey, a Gal·les. Més tard, quan ell tenia dotze anys es van mudar a Aberystwyth, també a Gal·les. Per aquest motiu, ell es considera gal·lès «fins al moll de l'os», i també parla l'idioma fluidament. Va assistir a l'escola Ysgol Penglais School, a Aberystwyth.
El seu nom, Taron, és una variació de la paraula "Taran", que en gal·lès significa "tro".
Egerton es va graduar en Bachelor of Arts a la Reial Acadèmia d'Art Dramàtic (RADA) de Londres el 2012. La seva veu és de tenor. També té coneixements de música i de dansa i està especialitzat en combat escènic.

## Carrera

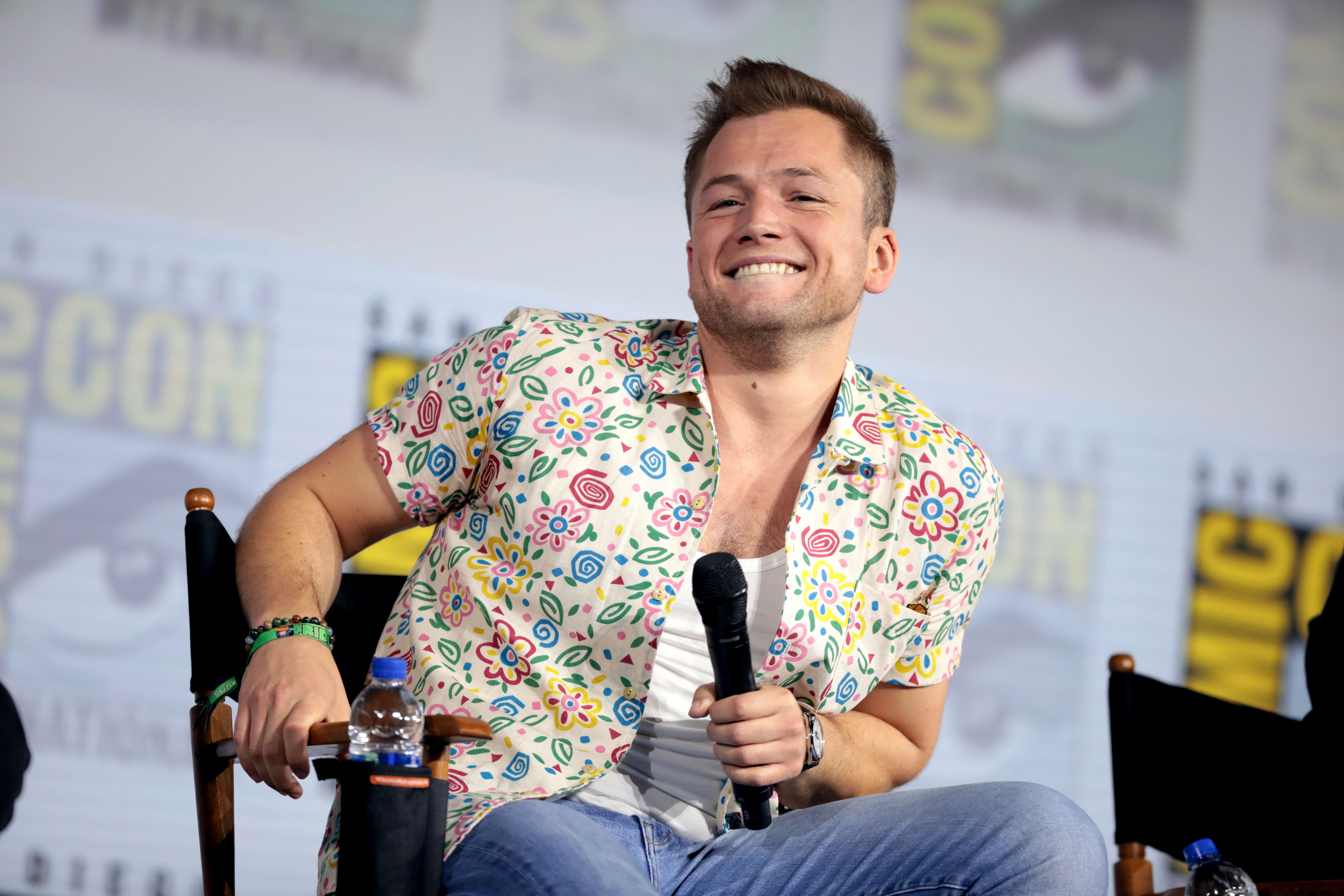
Taron Egerton a San Diego Comic- Con International el 2019.

### 2011-2018: Debut i Kingsman
Egerton va debutar com a actor el 2011 amb un petit paper en dos episodis de la sèrie Lewis (EN) com a Liam Jay. Més tard, va entrar al repartiment principal de la sèrie de The Smoke. Egerton va interpretar a Gary "Eggsy" Unwin, el jove protegit de Harry Hart (Colin Firth), a la pel·lícula de Kingsman: El servei secret i la seva seqüela, Kingsman: El Cercle Daurat, de Matthew Vaughn. Gràcies a l'èxit i la fama de la primera pel·lícula, Egerton va fer un contracte de tres pel·lícules amb 20th Century Fox.
Egerton va protagonitzar el Testament de la joventut, basat en la vida de Vera Brittain. El 2015, es va anunciar que Egerton protagonitzaria a Dean Karney a la pel·lícula de Billionaire Boys Club. Més endavant, Egerton va interpretar a "Johnny el goril·la" al film d'animació Canta el 2016. Va ser nomenat un dels 50 homes britànics més ben vestits de GQ el 2015 i el 2016. Al 2018, Egerton va interpretar a Robin Hood a la pel·lícula Robin Hood.

### Actualitat:Rocketmani aclamació
El 2019, Egerton va interpretar al famós músic Elton John al biopic Rocketman, rebent infinites crítiques positives per la seva majestuosa actuació. Gràcies a aquesta va guanyar el Premi Globus d'Or a millor actor musical o còmic i una nominació al premi al Screen Actors Guild Award per la seva excepcional interpretació com a actor masculí en un paper principal. Al juny del 2019, Egerton va interpretar juntament amb Elton John un duet en directe de "Your Song" a la nit d'obertura de la gira mundial de comiat de John, Farewell Yellow Brick Road, a Brighton & Hove.

## Vida Personal
Egerton ha afirmat que va trobar l'amor d'una manera molt romàntica, com si estigués vivint una pel·lícula de "paraigües sota la pluja" i molt millor que l'experiència d'aplicacions de cites (EN) comuna de la seva generació, afirmant: "En realitat, prefereixo una noia d'estil Kamikaze. La vaig veure al metro i li vaig dir: "Crec que ets meravellosa, crec que hauríem de prendre una copa una estona". "És terrorífic, però en definitiva molt més gratificant". Aquell mateix dia, Egerton va demanar un dia de descans a l'escola d'art dramàtic per tenir una cita amb ella.
Per altra banda, Egerton ha parlat a favor de causes activistes. El 2015, va respondre a una pregunta feta a una coprotagonista sobre la misogínia: "No crec que les coses estiguin canviant prou ràpidament, però em pensava que no em preguntaríeu això. No és només una pregunta per dones".
També ha tractat el seu privilegi com a actor blanc (EN) a Hollywood: "Sóc l'epítom d'un actor que entra a una habitació i té la mà alta només perquè sóc un home caucàsic de vint anys. Quina frustració ha de ser la indústria cinematogràfica per a una persona de color?"
Egerton també ha mostrat el seu suport a la comunitat LGTBI, afirmant en una entrevista sobre la seva actuació a Rocketman: "Elton John és una icona gai. I qui som els cineastes francament heterosexuals per no posar aquest element de la seva història? Com ens atrevim... I això no ho vam fer."
Egerton també és un ambaixador de l'Associació MND a causa d'haver perdut una àvia per la malaltia de les neurones motores.

## Filmografia

### Cinema
| Any  | Títol original               | Títol en català                    | Personatge                | Director        |
| ---- | ---------------------------- | ---------------------------------- | ------------------------- | --------------- |
| 2012 | Pop (Curtmetratge)           | —                                  | Andy                      | Edward Hicks    |
| 2013 | Hereafter (Curtmetratge)     | —                                  | Tamburlaine               | Johnny Kenton   |
| 2014 | Testament of Youth           | Testament de la joventut           | Edward Brittain           | James Kent      |
| 2015 | Kingsman: The Secret Service | Kingsman: El servei secret         | Gary "Eggsy" Unwin        | Matthew Vaughn  |
| 2015 | Legend                       | Llegenda                           | Edward "Mad Teddy" Smith  | Brian Helgeland |
| 2016 | Eddie the Eagle              | Eddie l'Àguila                     | Eddie "The Eagle" Edwards | Dexter Fletcher |
| 2016 | Sing                         | Canta                              | Johnny (Veu)              | Garth Jennings  |
| 2017 | Kingsman: The Golden Circle  | Kingsman: El Cercle Daurat         | Gary "Eggsy" Unwin        | Matthew Vaughn  |
| 2018 | Robin Hood                   | Robin Hood                         | Robin Hood                | Otto Bathurst   |
| 2018 | Billionaire Boys Club        | El club dels joves multimilionaris | Dean Karney               | James Coix      |
| 2019 | Rocketman                    | Rocketman                          | Elton John                | Dexter Fletcher |
| 2021 | Sing 2                       | ¡Canta 2!                          | Johnny (veu)              | Garth Jennings  |

### Televisió: Sèries i Pel·lícules
| Any          | Títol Original                      | Personatge           | Notes                           |
| ------------ | ----------------------------------- | -------------------- | ------------------------------- |
| 2013         | Lewis                               | Liam Jay             | Sèrie de Televisió; 2 episodis  |
| 2014         | The Smoke                           | Dennis "Asbo" Severs | Sèrie de Televisió; 8 episodis  |
| 2018         | Watership Down                      | El-Ahrairah (veu)    | Sèrie de Televisió, 4 episodis  |
| 2019         | The Dark Crystal: Age of Resistance | Rian (veu)           | Sèrie de Netlfix; 10 episodis   |
| 2019-present | Moominvalley                        | Moomintroll (veu)    | Sèrie de Televisió, 13 episodis |

### Teatre
| Any  | Títol                        | Personatge    | Teatre                  |
| ---- | ---------------------------- | ------------- | ----------------------- |
| 2005 | Oliver!                      | Artful Dodger | Aberystwyth Arts Centre |
| 2011 | The House of Special Purpose | Yakunin       | -                       |
| 2012 | The Last of the Hausmanns    | Danny         | Royal National Theatre  |
| 2012 | Saturday Night               | Gene Gorman   | -                       |
| 2012 | Divine Words                 | Laureano      | -                       |
| 2013 | No Quarter                   | Tommy         | Royal Court Theatre     |

### Vídeos Musicals
| Any  | Títol                     | Cançó                       | Àlbum                                    |
| ---- | ------------------------- | --------------------------- | ---------------------------------------- |
| 2015 | Lazy Habits               | "The Breach"                | The Atrocity Exhibition                  |
| 2019 | Elton John, Taron Egerton | "(I'm Gonna) Love Me Again" | Rocketman: Music from the Motion Picture |

### Audiollibres
| Any  | Títol                                                 | Personatge       | Empresa productora |
| ---- | ----------------------------------------------------- | ---------------- | ------------------ |
| 2018 | Jeff Wayne's Musical Version of The War of the Worlds | The Artilleryman | Audible            |
| 2019 | Me                                                    | Reader           | Audible            |

## Premis i nominacions
A continuació es mostra una llista de premis i nominacions rebuts per Taron Egerton.

### Grans associacions
Premis BAFTA
| Any  | Categoria                 | Obra nominada | Resultat |
| ---- | ------------------------- | ------------- | -------- |
| 2016 | Millor estrella emergent  | N/A           | Nominat  |
| 2020 | Millor actor protagonista | Rocketman     | Nominat  |

#### Premis Globus d'Or
| Any  | Categoria                                                     | Obra nomindada | Resultat  |
| ---- | ------------------------------------------------------------- | -------------- | --------- |
| 2020 | Millor actor en pel·lícula cinematogràfica: musical o comèdia | Rocketman      | Guanyador |

#### Premis Grammy
| Any  | Categoria                                 | Obra nomindada | Resultat |
| ---- | ----------------------------------------- | -------------- | -------- |
| 2020 | Millor banda sonora per a suports visuals | Rocketman      | Nominat  |

#### Premi del Sindicat d'Actors de Cinema
| Any  | Categoria                                                                                | Obra nominada | Resultat |
| ---- | ---------------------------------------------------------------------------------------- | ------------- | -------- |
| 2020 | Excel·lent actuació d'un actor masculí amb paper principal en pel·lícula cinematogràfica | Rocketman     | Nominat  |

### Altres associacions

#### Premis Empire
| Any  | Categoria             | Obra nominada              | Resultat  |
| ---- | --------------------- | -------------------------- | --------- |
| 2015 | Millor actor debutant | Kingsman: El Servei Secret | Guanyador |

#### Premis Golden Schmoes
| Any  | Categoria                    | Obra nominada              | Resultat |
| ---- | ---------------------------- | -------------------------- | -------- |
| 2015 | Avanç de l'actuació de l'any | Kingsman: El Servei Secret | Nominat  |

#### Premis GQ
| Any  | Categoria      | Obra nominada | Resultat  |
| ---- | -------------- | ------------- | --------- |
| 2019 | Actor de l'any | Rocketman     | Guanyador |

#### Associació de crítics de Hollywood
| Any  | Categoria    | Obra nominada | Resultat |
| ---- | ------------ | ------------- | -------- |
| 2020 | Millor actor | Rocketman     | Nominat  |

#### Premis Hollywood Film
| Any  | Categoria                 | Obra nominada | Resultat  |
| ---- | ------------------------- | ------------- | --------- |
| 2019 | Premi Actor Revolucionari | Rocketman     | Guanyador |

#### Premis London Film Festival
| Any  | Categoria             | Obra nominada         | Resultat |
| ---- | --------------------- | --------------------- | -------- |
| 2014 | Millor actor debutant | Testament de Joventut | Nominat  |

#### Premis People's Choice
| Any  | Categoria                            | Obra nominada | Resultat |
| ---- | ------------------------------------ | ------------- | -------- |
| 2019 | Millor actor de pel·lícula dramàtica | Rocketman     | Nominat  |

#### Santa Barbara International Film Festival
| Any  | Categoria     | Obra nominada | Resultat  |
| ---- | ------------- | ------------- | --------- |
| 2020 | Premi virtuós | Rocketman     | Guanyador |

#### Premis Satellite
| Any  | Categoria                      | Obra nominada | Resultat  |
| ---- | ------------------------------ | ------------- | --------- |
| 2020 | Millor actor musical o comèdia | Rocketman     | Guanyador |

#### Premis Saturn
| Any  | Categoria    | Obra nominada              | Resultat |
| ---- | ------------ | -------------------------- | -------- |
| 2016 | Millor actor | Kingsman: El Servei Secret | Nominat  |

#### Premis Teen Choice
| Any  | Categoria                               | Obra nominada              | Resultat |
| ---- | --------------------------------------- | -------------------------- | -------- |
| 2015 | Revelació masculina de l'any            | Kingsman: El Servei Secret | Nominat  |
| 2016 | Millor actor en un pel·lícula dramàtica | Eddie the Eagle            | Nominat  |
| 2019 | Millor actor en un pel·lícula dramàtica | Rocketman                  | Nominat  |